# Spiritual

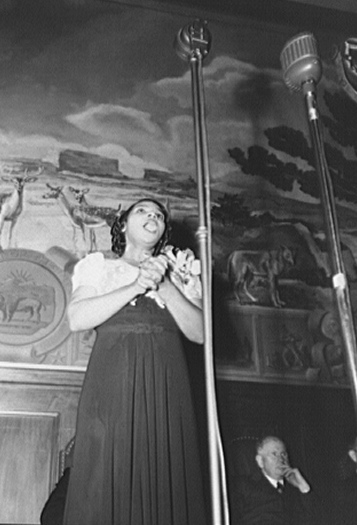
La cantante afroamericana Marian Anderson nel 1943

Lo spiritual o jubilee è un genere musicale di musica afro-americana, usualmente con un testo religioso cristiano. Originariamente monofonica e a cappella, questo genere musicale è antecedente al blues. Lo spiritual è l'antenato del jazz. Solitamente gli schiavi neri cantavano queste canzoni, accompagnandosi con rumori prodotti da coperchi di pentole e lattine, al fine di battere il tempo. Lo spiritual era un canto spirituale, come dice lo stesso nome, che veniva dedicato a Dio per alleviare i dolori e le sofferenze della schiavitù.
I termini nero spiritual, black spiritual, e afro-american spiritual sono tra loro sinonimi; nel XIX secolo il termine jubilee era più diffuso (soprattutto tra gli afroamericani; i bianchi spesso chiamavano queste canzoni degli schiavi). Qualche musicologo invece li chiama canti folk degli afroamericani. 

## Contesto storico
Gli spiritual sono le primarie espressioni di credo religioso, iniziate dagli schiavi africani negli stati Uniti d'America. La schiavitù è stata introdotta nelle colonie europee nel 1619, e gli schiavi rimpiazzavano i dipendenti salariati come una forza economica di lavoro in tutto il XVII secolo. Questa forza lavoro rimarrà in uso per tutto il XVIII secolo e buona parte del XIX secolo.
Durante la schiavitù negli Stati Uniti ci sono stati numerosi tentativi di de-africanizzare la forza lavoro nera in schiavitù. Agli schiavi era proibito parlare nella loro lingua madre, suonare le percussioni, praticare i loro riti religiosi animisti e musulmani.
Le tracce dell'Africa si rivelano nelle tradizioni orali e musicali, nello stile e nella cadenza delle dizioni liturgiche, nelle domande e nelle risposte dei sermoni, nell'uso delle sincopi nelle espressioni musicali e dello schema ritmico ed armonico tipico della "blue note" dei cantanti neri, derivata dai rituali tribali africani, negli stili di danza talvolta esuberanti, ma sempre personali e democratici, espressione genuina e personale di se stessi, nella 'possessione' del parlare 'in lingua', nel battesimo in immersione completa. Rispetto allo stile dei bianchi, l'espressione religiosa cristiana della comunità africana è spesso allegra, rumorosa, spontanea.
Siccome non potevano esprimersi liberamente in modi che non fossero spirituali, gli schiavi spesso tennero segreti riti religiosi. 
Anche se gli schiavisti sfruttavano il cristianesimo per insegnare agli schiavi a sopportare meglio le sofferenze, dimenticare e obbedire agli ordini, diventò una sorta di teologia liberatoria. La storia di Mosè e l'esodo dei 'bimbi d'Israele' e l'idea dell'antico testamento di un dio guerriero che distruggesse i nemici dei suoi prescelti toccò molto l'animo degli schiavi ("Lui è un'ascia da battaglia in tempo di guerra e pastore in tempo di bufera"). Nei cuori dei neri la teologia cristiana diventa uno strumento di liberazione.
Gli Spirituals erano visti qualche volta come un sollievo dalle fatiche del lavoro giornaliero, erano espressione di spiritualità e devozione, ma permettevano allo stesso tempo agli schiavi di gridare al mondo il proprio desiderio di libertà.

## Tra cattolicesimo e protestantesimo
Dopo i servizi normali di culto nelle chiese o di lavoro nelle piantagioni, gli schiavi rurali usavano ballare e cantare. Tuttavia i "padroni" non concessero loro la possibilità di suonare gli strumenti tipici della loro cultura. Inoltre gli schiavi erano solito riunirsi in posti segreti (in accampamento o nei cespugli), ciò per favorire la socializzazione al fine di condividere gioie, dolori e speranze. Nelle riunioni rurali le migliaia gli schiavi si riunivano per ascoltare i predicatori ambulanti e cantare gli spirituals per ore. Così, nelle zone di campagna, lo spiritual è stato cantato principalmente fuori dall'ambito ecclesiastico. A metà dell'Ottocento nelle città il movimento protestante aveva generato un nuovo genere di canzone tipicamente popolare, e per le riunioni  organizzate tramite questo movimento, le tende provvisorie venivano montate negli stadi, in cui si sarebbero esibiti i cantanti. Nelle chiese, gli inni e i salmi venivano cantati durante la celebrazione, e alcuni di essi sono stati strutturati in forma afroamericana. I testi dello spiritual sono stati strettamente collegati con le vite dei loro autori, solitamente schiavi. Mentre i canti di lavoro avevano tematiche circoscritte alla loro vita quotidiana, lo spiritual è stato ispirato dal messaggio cristiano e dai suoi contenuti etici della Bibbia, che hanno poi dato luogo ai gospel. Essi erano sicuramente differenti dagli inni e dai salmi per il senso di compartecipazione del sofferto status di schiavo.